# Quintette no 2 de Milhaud
Pour les articles homonymes, voir Quintette à cordes (homonymie).
Le Quintette no 2, op. 316, est une œuvre de musique de chambre pour quintette à cordes de Darius Milhaud composée en 1952.

## Présentation
Deuxième quintette de l'auteur, après le Quintette no 1 pour piano et cordes, le Quintette no 2 de Milhaud, écrit pour quatuor à cordes (2 violons, alto et violoncelle) et contrebasse, résulte d'une commande de l'Université du Michigan à l'intention du Quatuor Stanley. Il est composé à Paris en 1952,,.
La partition est créée à l'Université du Michigan (Ann Arbor) le 8 juillet 1952, par le quatuor dédicataire.

## Structure
Le Quintette no 2, d'une durée moyenne d'exécution de seize minutes environ, est qualifié par Paul Collaer de « clair et de bonne humeur ». L'œuvre est constituée de quatre mouvements qui « présentent une égale simplicité de style, la même transparence d'écriture, une invention mélodique jamais défaillante » :
1. Modérément animé ;
2. Vif ;
3. Lent ;
4. Final, dans lequel Paul Collaer relève « l'effet obtenu, aux dernières mesures [...], par le fa que répète obstinément la contrebasse seule dans le silence du quatuor qui s'est tu[2] ».

Pour Colin Mason et Edwin Evans, « c'est une œuvre pleine de charme, de style assez léger et simple, et dont la texture transparente compense le poids de la contrebasse dans l'ensemble, contrebasse dont le caractère spécifique a poussé l'imagination du compositeur à faire preuve d'une invention mélodique et harmonique spirituelle et délicieuse, mais jamais frivole ».
La partition est publiée par Heugel,. Dans le catalogue des œuvres de Darius Milhaud, le Quintette porte le numéro d'opus 316,.